# FDP Brandenburg
Die FDP Brandenburg ist der Landesverband der Freien Demokratischen Partei im Bundesland Brandenburg.

## Geschichte
Der Landesverband wurde 1990 gegründet und zog bei der Landtagswahl 1990 mit einem Ergebnis von 6,6 % in den Landtag ein. Manfred Stolpe (SPD) bildete eine Ampelkoalition aus SPD, Bündnis 90 und FDP; die FDP besetzte zwei Ministerien. Bei der Landtagswahl 1994, bei der die SPD eine absolute Mehrheit erreichte, verlor die FDP zwei Drittel ihrer Stimmen und verfehlte mit 2,2 Prozent der Stimmen den Einzug in den Landtag deutlich. Bei der Landtagswahl 1999 verlor die FDP weiter und erreichte lediglich einen Stimmenanteil 1,9 %. 2004 legte die FDP zu, scheiterte aber mit einem Ergebnis von 3,3 % erneut an der Fünf-Prozent-Hürde. Bei der Landtagswahl 2009 verzeichnete die FDP mit einem Plus von 3,9 % den größten Stimmenzuwachs aller Parteien und zog mit einem Ergebnis von 7,2 % mit sieben Abgeordneten in den Landtag ein. Vorsitzender der FDP-Landtagsfraktion wurde Hans-Peter Goetz, der dann von Andreas Büttner abgelöst wurde. Bei der Landtagswahl 2014 erreichte die FDP 1,5 % der Stimmen und schied wieder aus dem Landtag aus. Bei der Landtagswahl 2019 steigerte sich die FDP auf 4,1 % der Stimmen, verfehlte damit allerdings erneut den Einzug in den Landtag. Bei der Landtagswahl 2024 fiel sie auf den bisherigen Tiefstwert von 0,8 %.

## Organisation

### Kreisverbände
Der Landesverband der Freien Demokratischen Partei Brandenburg gliedert sich in 17 Kreisverbände.

### Landesfachausschüsse
Die politische Arbeit des Landesvorstandes wird von den folgenden Landesfachausschüssen unterstützt.
LFA 1 – Innen, Kommunales, Justiz, Europa und Internationales
LFA 2 – Bildung, Wissenschaft, Forschung und Kultur
LFA 3 – Soziales, Gesundheit, Integration und Verbraucherschutz
LFA 4 – Wirtschaft, Landwirtschaft und Arbeit
LFA 5 – Finanzen, Steuern und Haushalt
LFA 6 – Bauen und Wohnen
LFA 7 – Infrastruktur und Verkehr
LFA 8 – Energie, Umwelt und Klimaschutz

### Vorfeldorganisationen
In Brandenburg gibt es eine Reihe von Vorfeldorganisationen, die der FDP Brandenburg nahestehen.
- Junge Liberale Brandenburg
- Liberaler Mittelstand Brandenburg
- Deutsche Gruppe Liberal International (DGLI)
- Liberale Arbeitnehmer Berlin - Brandenburg
- Vereinigung Liberaler Kommunalpolitiker (VLK) Brandenburg
- Liberale Frauen Brandenburg
- Liberale Senioren Brandenburg
- Karl-Hamann-Stiftung
- Friedrich-Naumann-Stiftung für die Freiheit

## Wahlergebnisse

### Landtagswahlen
| Ergebnisse der Landtagswahlen | Ergebnisse der Landtagswahlen | Ergebnisse der Landtagswahlen | Ergebnisse der Landtagswahlen |
| Jahr                          | Stimmen                       | Sitze                         |                               |
| ----------------------------- | ----------------------------- | ----------------------------- | ----------------------------- |
| 1990                          | 6,6 %                         | 6                             |                               |
| 1994                          | 2,2 %                         | —                             |                               |
| 1999                          | 1,9 %                         | —                             |                               |
| 2004                          | 3,3 %                         | —                             |                               |
| 2009                          | 7,2 %                         | 7                             |                               |
| 2014                          | 1,5 %                         | —                             |                               |
| 2019                          | 4,1 %                         | —                             |                               |
| 2024                          | 0,8 %                         | —                             |                               |

### Bundestagswahlen
| Bundestagswahlergebnisse | Bundestagswahlergebnisse | Bundestagswahlergebnisse | Bundestagswahlergebnisse            |
| ------------------------ | ------------------------ | ------------------------ | ----------------------------------- |
| Jahr                     | Stimmen                  | Sitze                    | Abgeordnete                         |
| 1990                     | 9,7 %                    | 2                        | Jörg Wolfgang Ganschow, Jürgen Türk |
| 1994                     | 2,6 %                    | 1                        | Jürgen Türk                         |
| 1998                     | 2,8 %                    | 1                        | Jürgen Türk                         |
| 2002                     | 5,8 %                    | 1                        | Jürgen Türk                         |
| 2005                     | 6,9 %                    | 1                        | Heinz Lanfermann                    |
| 2009                     | 9,3 %                    | 2                        | Heinz Lanfermann, Martin Neumann    |
| 2013                     | 2,5 %                    | —                        | —                                   |
| 2017                     | 7,1 %                    | 2                        | Martin Neumann, Linda Teuteberg     |
| 2021                     | 9,3 %                    | 2                        | Friedhelm Boginski, Linda Teuteberg |
| 2025                     | 3,2 %                    | —                        | —                                   |

## Landesvorsitzende
| Jahre     | Vorsitzender      |
| --------- | ----------------- |
| 1990–1991 | Knut Sandler      |
| 1991      | Manfred Fink      |
| 1992–1994 | Detlev Paepke     |
| 1994–1999 | Hinrich Enderlein |
| 1999–2001 | Claudia Lehmann   |
| 2001–2003 | Jürgen Türk       |
| 2003–2011 | Heinz Lanfermann  |
| 2011–2014 | Gregor Beyer      |
| 2014–2019 | Axel Graf Bülow   |
| 2019–2021 | Linda Teuteberg   |
| seit 2021 | Zyon Braun        |

### Ehrenvorsitzende
- Jürgen Türk (seit 2004)
- Hinrich Enderlein (seit 2006)

## Landtagsfraktion
Von 1990 bis 1994 sowie 2009 bis 2014 bestand eine FDP-Fraktion im Landtag Brandenburg.